# 스테이플

스테이플 사용 모습

스테이플(staple)은 재료를 함께 결합, 수집 또는 바인딩하는 데 사용되는 두 갈래의 패스너 유형(일반적으로 금속)이다. 큰 스테이플은 벽돌, 지붕, 골판지 상자 및 기타 견고한 용도로 해머 또는 스테이플 건과 함께 사용할 수 있다. 더 작은 스테이플은 스테이플러와 함께 사용되어 종이 조각을 함께 붙이다. 이러한 스테이플은 종이 클립보다 종이 문서에 더 영구적이고 내구성이 있는 고정 장치이다.

## 어원
"스테이플(staple)"이라는 단어는 "기둥, 기둥"을 의미하는 고대 영어 stapol에서 13세기 후반에 유래되었다. 종이 고정이라는 의미로 이 단어가 처음 사용된 것은 1895년부터 입증된다.

## 같이 보기
- 스테이플러
- 스테이플건
- 제침기
- 클립